# 松田百香
松田 百香（まつだ ももか、1986年1月25日 - ）は、富山県出身の元女優。元所属事務所は、よしもとクリエイティブ・エージェンシー（旧・エス・エス・エム）。

## 人物
- 元新体操部で身体が柔らかい。
- 少し垂れ目気味。このため家族、友人にラクダに似ていると言われる。
- ゲームが好きで、特にファミリーコンピュータのスーパーマリオブラザーズ3がお気に入りとのこと。
- 出身が富山ということもあり雪が好き。
- カレーが好き。
- 趣味の一つがアマチュア無線で第三級アマチュア無線技士の免許を持つ。コールサインはJI1NYO。

## 出演

### 映画
- シンクロニシティ（田中情監督、2011年6月）
- またいつか夏に。（土屋哲彦監督、2012年公開）- 宮本早紀の女友達 役
- girl's talk（清水健斗監督）
- 瞬間少女（清水健斗監督） - ナース 役
- 樹海のふたり（山口秀矢監督、2013年公開）
- R100（松本人志監督、2013年公開）

### テレビドラマ
- 示談交渉人 ゴタ消し 第10話（2011年3月10日、読売テレビ） - ミチル 役
- カレ、夫、男友達（2011年11月 - 12月、NHK） - ありさ 役
- デカ 黒川鈴木 第10話（2012年3月8日、読売テレビ） - 披露宴の参列者 役
- 世にも奇妙な物語'12年 春の特別編ワタ毛男（2012年4月21日、フジテレビ） - 噂をするOL 役
- お助け屋☆陣八第11話（2013年3月21日、日本テレビ） - 大学生 役
- 水曜ミステリー9 トラベルライター青木亜木子〜湯煙の中の殺意〜（2013年2月、テレビ東京） - 従業員 役
- 戦力外捜査官 第5話（2014年2月8日、日本テレビ）
- 生きたい、たすけたい（NHK特集ドラマ） - ホテル従業員 役
- あすなろ三三七拍子 第4話（2014年8月5日、フジテレビ） - 看護師 役
- 検事霧島三郎（2014年12月15日、TBS）
- 広域警察5 （2014年、テレビ朝日） - ヨガインストラクター 役
- ワーキングデッド（BSジャパン） - OL 役
- エンジェル・ハート 第6話（2015年11月15日、日本テレビ） - 店員 役
- お義父さんと呼ばせて 第7話（2016年3月11日、関西テレビ） - 向田真由美 役
- シリーズ横溝正史短編集「黒蘭姫」（2016年11月24日、NHK BSプレミアム）
- コック警部の晩餐会第7話（2016年12月1日、TBS） - 生徒 役
- しあわせの記憶（2017年1月8日、TBS） - 社員 役
- 忠臣蔵の恋〜四十八人目の忠臣〜（2017年1月-2月、NHK） - 中臈まつ 役
- 増山超能力師事務所 第9話（2017年3月、読売テレビ） - 看護師役

### 舞台
- 劇団Hi!You本公演 第2弾「け・れ・ん・み」（2011年11月、新宿ゴールデン街劇場）
- 「マシュマロのキオク」（2012年1月、神保町花月）
- 劇団Hi!You本公演第4弾 「ミタナ」（2012年3月、駅前劇場）
- 「ゴールデン！！！」（2012年5月、神保町花月）
- 「エンディング・ジョーク」（2012年11月、神保町花月）
- 「ラブ・オブ・ザ・デッド」（2013年4月、神保町花月）
- 「心を亡くす忘れる」（2013年5月15日・17日〜21日神保町花月）
- 「たいこ茶屋殺人事件」（2013年8月、おさかな本舗 たいこ茶屋）
- 「マネキン村」宮地劇団 （2014年4月、神保町花月）
- 「ロシュ・リミット〜奇抜探偵・四条司の婉然たる面影〜」（2014年7月、神保町花月）
- 「任侠デイドリーム」（2014年9月、神保町花月）
- 「夢の郷殺人事件」（2014年10月、活鮮旬菜　夢の郷）
- 「西遊記物語〜書の壱〜」「西遊記物語〜書の弐〜」（2015年1月、神保町花月）
- 「強さのヒミツ」（2015年3月、ウッディーシアター中目黒）
- 「愛の賛歌2015」（2015年5月、ルミネtheよしもと）
- 「民宿チャーチの熱い夜13」（2015年7月、ウッディーシアター中目黒）
- 「妖怪探偵ルルルと慟哭のエンゲージリング」（2015年9月、神保町花月）
- 「MOTHER マザー〜特攻の母 鳥濱トメ物語」（2015年10月、天王洲　銀河劇場）
- 「月と箱舟」」（2016年1月、八幡山ワーサルシアター）
- 「きっと。そしてずっと。2016」（2016年3月、ウッディーシアター中目黒、スターピアくだまつ）
- 「吉原端唄」（2017年1月、BASE THEATER）
- 「君に三度目の恋をする」（2017年2月、 神保町花月）

### その他
- 東日本旅客鉄道「グリーンスタッフ」ポスター （2008年4月〜2010年3月）
- サロンドパルール WEB・雑誌広告
- 福祉施設 チェリーゴード（2008年4月〜2009年3月）
- ティップネス「TIPNESS Magazine」（2008年4月〜2009年3月）
- BSジャパン　「Jナビ」リポーター　イレギュラー出演 2010年〜2011年
- 第一三共ヘルスケア「トラフル錠」（2008年7月〜2011年1月）
- 人材派遣会社 クリエアナブキ（2008年7月〜2011年6月）
- クァトロブーム（2013年8月〜2014年8月）
- 全力坂（番場稲荷の坂・伝兵衛坂）（2014年、テレビ朝日）
- スクウェア・エニックス「星のドラゴンクエスト　伝説の装備篇・モガふり篇」（2016年）
- 日本アマチュア無線振興協会 ビギナーズビデオ
- ラジオライフ連載「松田百香のハムかつ」 2016年4月号〜2018年3月号（連載完結を以て芸能界引退）